# Škoda-Sanos 115Tr
Škoda-Sanos 115Tr – typ prototypowego trolejbusu wyprodukowanego w 1987 r. przy współpracy zakładów Škoda Ostrov i jugosłowiańskiej (macedońskiej) firmy FAS 11. Oktomvri Skopje.

## Konstrukcja
115Tr to dwuosiowy trolejbus z nadwoziem samonośnym. Konstrukcyjnie wywodzi się z dwuczłonowego trolejbusu Škoda-Sanos 200Tr, jednak w przeciwieństwie do niego nie wszedł do produkcji seryjnej. Wykorzystano nadwozie jugosłowiańskiego autobusu FAS 115, w którym zamontowano wyposażenie elektryczne z trolejbusu Škoda 14Tr. Podłogę pokryto gumową wykładziną i plastikiem (pod miejscami siedzącymi). Po prawej stronie trolejbusu umieszczono troje czteroskrzydłowych drzwi harmonijkowych.

## Prototyp
Prototyp powstał w 1987 r. Przeszedł jazdy próbne w Belgradzie i jeszcze w tym samym roku został przewieziony do Sarajewa, gdzie otrzymał numer taborowy 628. Po wojnie, w 1997 r. przenumerowano go na 4101. Eksploatację trolejbusu zakończono w 2005 r.

## Dostawy
| Państwo              | Miasto         | Lata dostaw    | Liczba | Numery taborowe | Uwagi |       |
| -------------------- | -------------- | -------------- | ------ | --------------- | ----- | ----- |
| Bośnia i Hercegowina | Sarajewo       | 1987           | 1      | 628             |       | [ 3 ] |
| Łączna liczba:       | Łączna liczba: | Łączna liczba: | 1      |                 |       |       |